# Velká cena Katalánska silničních motocyklů
Grand Prix Katalánska je motocyklový závod, který se koná na okruhu Circuit de Catalunya v Montmeló jako součást Prix silničních motocyklů závodní sezóny.

## Vítězové Grand Prix silničních motocyklů - Katalánsko
| Rok  | Trať      | Moto3             | Moto2            | MotoGP             | Report |
| ---- | --------- | ----------------- | ---------------- | ------------------ | ------ |
| 2022 | Catalunya | Izan Guevara      | Celestino Vietti | Fabio Quartararo   | Report |
| 2014 | Catalunya | Álex Márquez      | Esteve Rabat     | Marc Márquez       | Report |
| 2013 | Catalunya | Luis Salom        | Pol Espargaró    | Jorge Lorenzo      | Report |
| 2012 | Catalunya | Maverick Viñales  | Andrea Iannone   | Jorge Lorenzo      | Report |
| Rok  | Trať      | 125 cc            | Moto2            | MotoGP             | Report |
| 2011 | Catalunya | Nicolás Terol     | Stefan Bradl     | Casey Stoner       | Report |
| 2010 | Catalunya | Marc Marquez      | Juki Takahaši    | Jorge Lorenzo      | Report |
| Rok  | Trať      | 125 cc            | 250 cc           | MotoGP             | Report |
| 2009 | Catalunya | Andrea Iannone    | Álvaro Bautista  | Valentino Rossi    | Report |
| 2008 | Catalunya | Mike Di Meglio    | Marco Simoncelli | Daniel Pedrosa     | Report |
| 2007 | Catalunya | Tomojoši Kojama   | Jorge Lorenzo    | Casey Stoner       | Report |
| 2006 | Catalunya | Alvaro Bautista   | Andrea Dovizioso | Valentino Rossi    | Report |
| 2005 | Catalunya | Mattia Pasini     | Daniel Pedrosa   | Valentino Rossi    | Report |
| 2004 | Catalunya | Hector Barbera    | Randy de Puniet  | Valentino Rossi    | Report |
| 2003 | Catalunya | Daniel Pedrosa    | Randy de Puniet  | Loris Capirossi    | Report |
| 2002 | Catalunya | Manuel Poggiali   | Marco Melandri   | Valentino Rossi    | Report |
| 2001 | Catalunya | Lucio Cecchinello | Daidžiró Kató    | Valentino Rossi    | Report |
| 2000 | Catalunya | Simone Sanna      | Olivier Jacque   | Kenny Roberts, Jr. | Report |
| 1999 | Catalunya | Arnaud Vincent    | Valentino Rossi  | Àlex Crivillé      | Report |
| 1998 | Catalunya | Tomomi Manako     | Valentino Rossi  | Michael Doohan     | Report |
| 1997 | Catalunya | Valentino Rossi   | Ralf Waldmann    | Michael Doohan     | Report |
| 1996 | Catalunya | Tomomi Manako     | Max Biaggi       | Carlos Checa       | Report |